# Estadio Nacional de Chile
Das Estadio Nacional de Chile Julio Martínez Prádanos, kurz Estadio Nacional de Chile, ist ein Fußballstadion mit Leichtathletikanlage. Es ist das Nationalstadion von Chile und befindet sich in der Comuna Ñuñoa in der chilenischen Hauptstadt Santiago de Chile, Región Metropolitana. Es liegt in einem 64 Hektar umfassenden Sportkomplex mit mehreren Stadien, unter anderem für Fußball, Tennis und mit einer Radrennbahn.

## Geschichte
Das Hauptstadion fasst heute 48.665 Zuschauer und wurde zwischen 1937 und 1938 nach dem Vorbild des Berliner Olympiastadions gebaut. 1962 fand dort das Endspiel der Fußball-WM statt.
Nach dem Putsch 1973 von General Augusto Pinochet wurde der Komplex zu Beginn der Militärdiktatur in Chile mehr als drei Monate als Konzentrationslager für politische Gefangene benutzt. Heute spielen das Profiteam von CF Universidad de Chile und die Chilenische Fußballnationalmannschaft im Stadion. 
Am 5. Juli 2008 wurde das Estadio Nacional de Chile offiziell in Estadio Nacional de Chile Julio Martínez Prádanos umbenannt zu Ehren des am 2. Januar 2008 verstorbenen Sportjournalisten Julio Martínez Prádanos.

## Internierungslager der Junta
Nach dem Putsch kam es zu Massenverhaftungen von Mitgliedern und Sympathisanten der gestürzten Regierung, Linksparteien und Gewerkschaften. Öffentliche Gebäude wie Stadien, Konferenzhallen und Schulen wurden zu Konzentrationslagern umgerüstet, so auch das Estadio Nacional, in dem alleine mehr als 40.000 Gefangene interniert worden sein sollen. Das Hauptstadion wurde als Gefängnis für männliche Gefangene benutzt, während im Schwimmbad Frauen interniert waren. Umkleidekabinen, Toiletten und die Radrennbahn wurden für Verhöre und Folterungen benutzt. Die Valech-Kommission veröffentlichte darüber Details.
 Anders als in deutschen Medien gelegentlich berichtet, wurde Víctor Jara nicht im Estadio Nacional umgebracht, sondern im Estadio Chile, das seit 2004 den Namen Estadio Víctor Jara trägt.
Im November 1973, kurz vor dem geplanten WM-Qualifikationsspiel gegen die Sowjetunion, wurde das Internierungslager im Estadio Nacional geschlossen.

## WM-Qualifikationsspiel gegen die Sowjetunion
Das Rückspiel sollte gegen die Auswahl der Sowjetunion stattfinden, diese reisten jedoch mit der Begründung nicht an, das Stadion sei nach dem Putsch in ein Konzentrationslager umgewandelt worden. Die Chilenen traten am 21. November 1973 allein auf dem Platz an. Das kurze „Spiel“ endete mit einem 1:0 für Chile, da es keine gegnerische Mannschaft gab, die den folgenden Anstoß hätte ausführen können. Die FIFA wertete die Partie später mit 2:0 für die Südamerikaner.

## Umbau
Am 15. Juni 2009 gab die damalige chilenische Staatspräsidentin Michelle Bachelet bekannt, dass man den gesamten Komplex mit dem Estadio Nacional de Chile für 24 Milliarden Chilenische Peso (davon 20 Milliarden für das Stadion) renovieren und überdachen will. Das Umbauprojekt beinhaltet die komplette Überdachung der Tribünen. Eine neue Bestuhlung wird auf den Rängen angebracht. Es wird eine moderne Anzeigetafel installiert und die Sicherheitszäune werden entfernt und durch einen 2 Meter tiefen und 2,5 Meter breiten Graben ersetzt. Da das Stadion unter Denkmalschutz steht, bleibt die Fassade unverändert.
Für die Bauarbeiten wurde die Spielstätte am 15. August 2009 geschlossen. Die Baumaßnahme wurde in zwei Phasen durchgeführt. Nach den Tribünen wird das Dach gebaut. Durch das Erdbeben in Chile 2010 wurde der Bau des Daches vom damaligen Präsidenten Sebastián Piñera vorerst verschoben, weil die finanziellen Mittel dafür nicht zur Verfügung standen. Das Stadion selbst trug nur kleinere Beschädigungen durch das Erdbeben davon. Im September 2010 wurde die Spielstätte wieder geöffnet. Das geplante Dach wurde aber nicht verwirklicht.

## Galerie

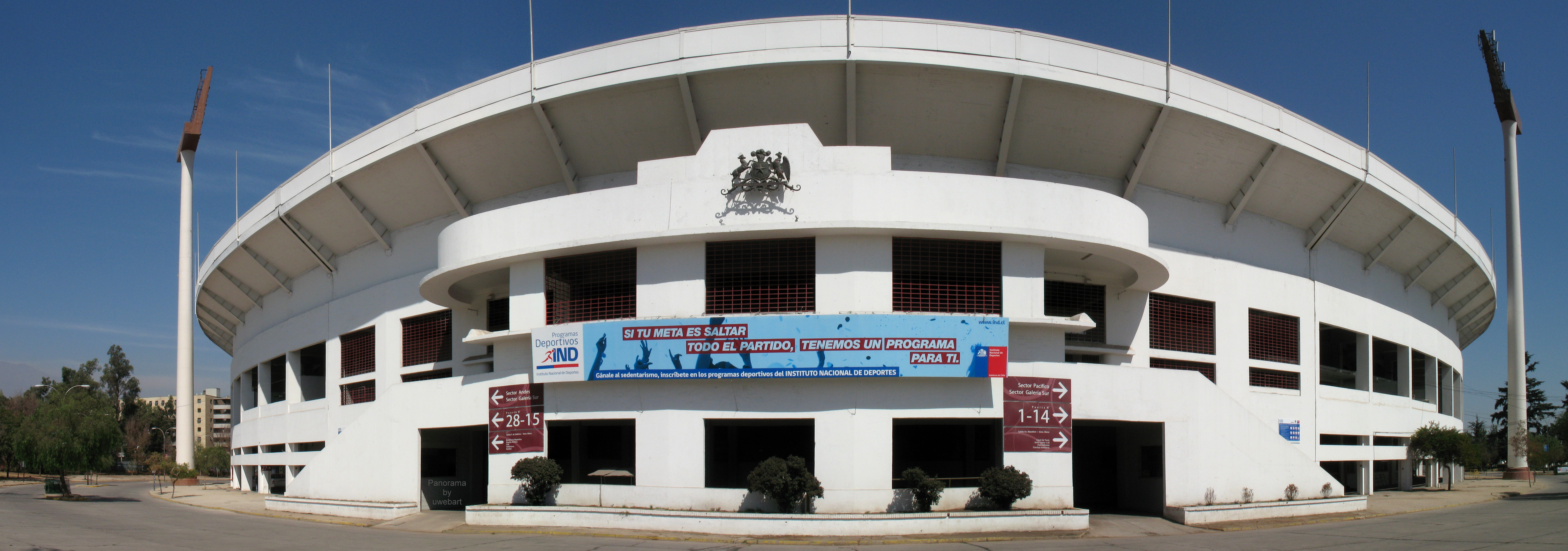
Außenansicht von Norden
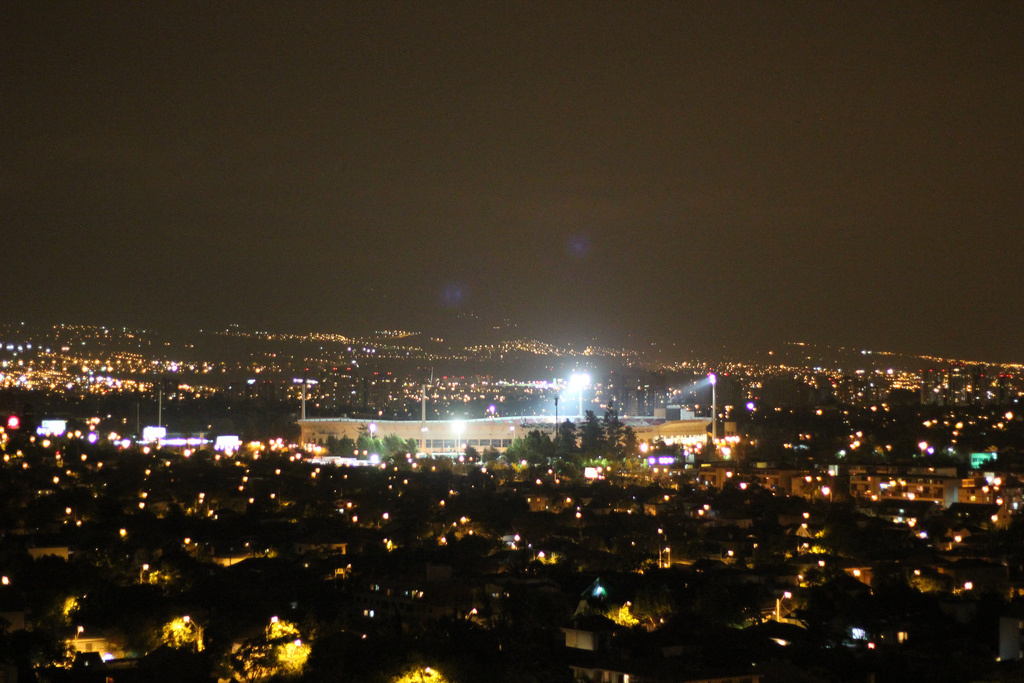
Das Stadion bei Nacht
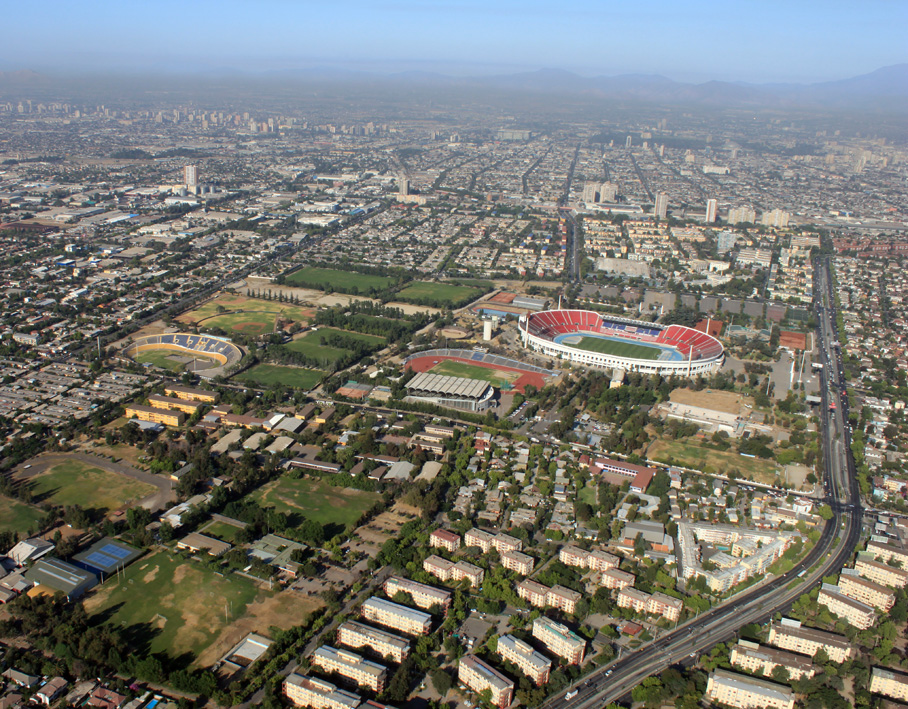
Luftbild
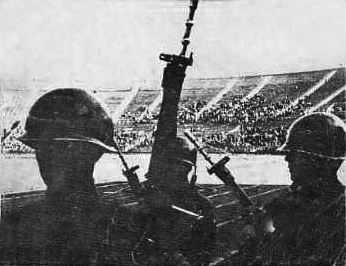
Das Stadion in Zeiten des Putsches 1973